# ووكر كالهون
ووكر كالهون (بالإنجليزية: Walker Calhoun)‏ هو موسيقي أمريكي، ولد في 13 مايو 1918، وتوفي في 28 مارس 2012.

## روابط خارجية
- ووكر كالهون على موقع أول ميوزيك (الإنجليزية)